# Sh2-264
Sharpless 264, auch bekannt als Lambda-Orionis-Ring, ist eine Molekülwolken- und HII-Region, die im nördlichen Bereich des Orion-Molekülwolkenkomplexes im Sternbild Orion zu sehen ist. Der Orion-Molekülwolkenkomplex ist eine der bekanntesten Sternentstehungsregionen und der dem Sonnensystem am nächsten gelegene Sektor der Milchstraße, in dem massereiche Sterne geboren werden. Der Nebel ist nach seinem Hauptstern λ Orionis benannt, einem blauen Riesen, der hauptsächlich für die Ionisierung des umgebenden Materials verantwortlich ist. Er wird manchmal auch als Engelsfischnebel bezeichnet, da seine helleren Bereiche (rosa bis pfirsichfarben) einem Engelsfisch ähneln. Im Infraroten erscheinen stattdessen seine ionisierten Ränder.